# Locomotiva FS 827
La locomotiva FS gruppo 827 era un tipo di locotender a vapore reimmatricolata nel parco delle Ferrovie dello Stato dopo il riscatto della Rete Adriatica in cui le locomotive erano classificate nel gruppo RA 250.

## Storia
Le locomotive erano state costruite sulla base di un progetto che preludeva anche allo sviluppo di una versione veloce per treni viaggiatori che, realizzata con miglioramenti e modifiche, poi costituì il gruppo 270 della Rete Adriatica. Le macchine vennero acquisite quando la linea venne riscattata dalle FS e vennero immatricolate come 827. Un certo numero di 827 venne impiegato in Grecia durante la prima guerra mondiale a servizio dei rifornimenti militari tra il porto di Salonicco e la Macedonia per la divisione italiana che vi operò tra il 1916 e il 1918. In seguito all'immissione di macchine più moderne, le 827 vennero destinate alla manovra negli scali.

## Caratteristiche
La locotender aveva la classica configurazione a 3 assi accoppiati con ruote piccole; il modello era studiato per ferrovie secondarie e concesse ad armamento leggero e per servizi merci e viaggiatori locali. Era a vapore saturo e semplice espansione, a 2 cilindri esterni e con distribuzione a cassetto con meccanismo di azionamento tipo Stephenson. La massa complessiva a pieno carico era di 41,7 tonnellate, che costituivano il peso aderente.
Raggiungevano una velocità massima di 50 km/h, sviluppando una potenza continuativa, a 30 km/h, di 287 kW. La capacità delle casse d'acqua era di 5 m³, mentre le scorte di carbone erano di 1.700 kg. Le locomotive avevano il freno a vuoto e utilizzavano il controvapore per l'arresto di emergenza.